# Macaranga recurvata
Macaranga recurvata är en törelväxtart som beskrevs av Andrew Thomas Gage. Macaranga recurvata ingår i släktet Macaranga och familjen törelväxter. Inga underarter finns listade i Catalogue of Life.